# مزراب الشارع

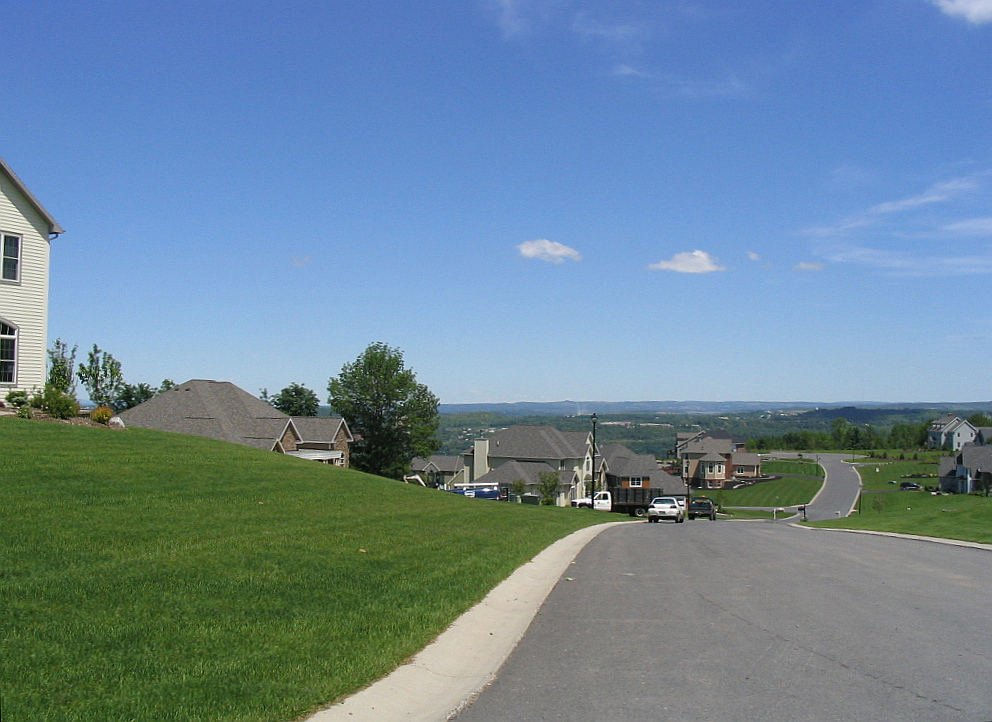
مزراب سطحي نموذجي في أواخر القرن العشرين في ضواحي أمريكا الشمالية منخفضة الكثافة

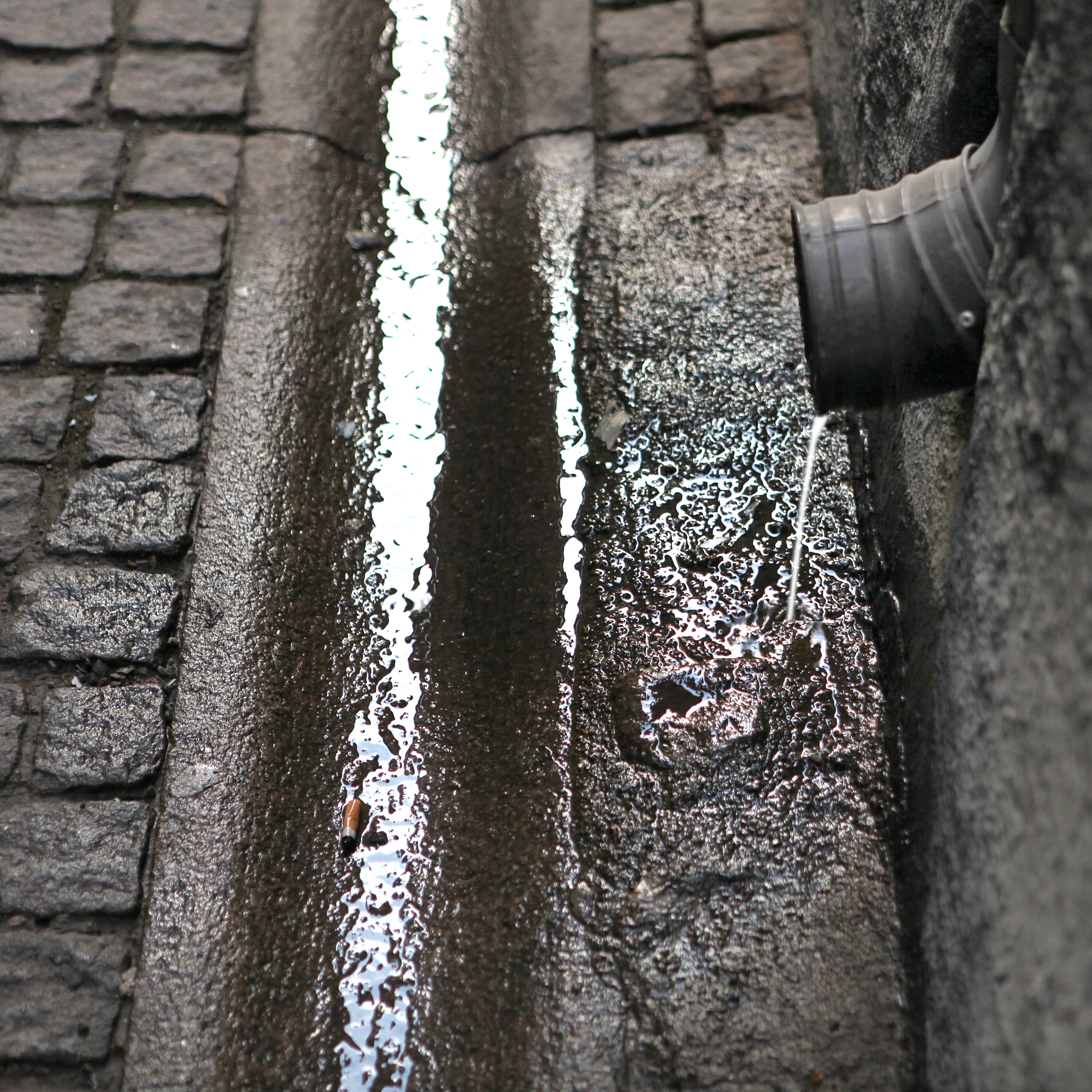
مزراب الشارع في جاملا ستان (المدينة القديمة) ، ستوكهولم

مزراب الشارع (بالإنجليزية: Street gutter)‏ هو منخفض يمتد بموازاة أحد الطرق ويهدف إلى تجميع مياه الأمطار التي تتدفق على طول الشارع لتحويلها إلى خزان تجميع. يخفف المزراب من تراكم المياه في الشارع، ويسمح للمشاة بالمرور دون السير عبر البرك، ويقلل من خطر التحليق المائي بواسطة المركبات على الطرق. عند وجود حجر الحافة، قد تتشكل المزراب عن طريق التقارب بين سطح الطريق والوجه العمودي لرصيف المشاة؛ خلاف ذلك، قد يكون هناك سطح مزراب مخصص مصنوع من الخرسانة. وفقًا للوائح المحلية، عادةً ما تصريف المزراب، كمصدر تلوث غير محدد في خزان تجميع التي يقع تصريفها النهائي في بركة احتجاز (من أجل إزالة بعض الملوثات عن طريق الترسيب) أو في جسم مائي. غالبًا ما توجد مزاريب الشوارع في مناطق من المدينة تتميز بحركة مرور عالية للمشاة. في المناطق الريفية، نادرا ما يتم استخدام المزاريب ويتم استبدالها في كثير من الأحيان عن طريق خندق استعارة. 
في القرون الماضية، عندما لم تكن الشوارع الحضرية بها مجاري صحية، كانت مزاريب الشوارع عميقة بما يكفي لخدمة هذا الغرض أيضًا ؛ تم تقاسم مسؤولية تشغيل وصيانة مزراب الشوارع مزدوج الغرض بين الحكومة المحلية والسكان. 